# Дмитриевка (Нефтегорский район)
Дми́триевка — село в Нефтегорском районе Самарской области. Административный центр сельского поселения Дмитриевка.

## География
Село находится на берегу реки Чапаевка, напротив места впадения в неё реки Кутуруша, на расстоянии 34 км к западу от города Нефтегорск, административного центра района, и 55 км к юго-востоку от города Самара, административного центра области.

### Часовой пояс
Село Дмитриевка, как и вся Самарская область, находится в часовой зоне МСК+1. Смещение применяемого времени относительно UTC составляет +4:00.

## Население
| 2010 |
| ---- |
| 1335 |

### Национальный состав
Согласно результатам переписи 2010 года, в национальной структуре населения русские составляли 65 %, казахи — 21 %, татары — 4,8 %, мордва — 2,8 %, армяне — 2,8 %.

## Улицы
| - ул. Больничная, - ул. Водная, - ул. Заозёрная, - ул. Кооперативная, | - ул. Крестьянская, - пер. Крестьянская, - ул. Молодёжная, - ул. Набережная, | - ул. Советская, - ул. Солнечная, - ул. Специалистов, - ул. Султанова, | - ул. Степана Разина, - ул. Урожайная, - ул. Школьная, - ул. Юбилейная. |

## Транспорт
Через село вдоль реки Чапаевка проходит автодорога А300 «Подъём-Михайловка — Дмитриевка — Богдановка — Алексеевка», на северо-восток отходит дорога в сторону села Утёвка (выход к М5 «Самара — Оренбург»).